# Gajówka Kochcice
Gajówka Kochcice – osada leśna w Polsce położona w województwie śląskim, w powiecie lublinieckim, w gminie Kochanowice.